# Monastero di San Bartolomeo in Strada
Il monastero di San Bartolomeo in Strada fu un grande cenobio benedettino maschile di Pavia. Fu fondato nel 1021 da Aginulfo, conte di Lomello e di Pavia, accanto all'antica abbazia di Santa Maria Teodote. Prendeva nome da una potente famiglia Strada che risiedeva nel quartiere. Un po' meno antico degli altri grandi monasteri cittadini, beneficiò forse in minor misura di donazioni e privilegi regi e imperiali. Possedeva comunque, con piena giurisdizione feudale, la località di  Parpanese sul Po (comuni di Arena Po e pieve Porto Morone), estesa sui due lati del fiume e con un porto molto frequentato.
Era soggetto alla giurisdizione del vescovo di Pavia (altri monasteri della città ne erano invece esenti), e apparteneva alla congregazione cassinese; nel 1506 passò alla congregazione Olivetana, che ne risollevò le sorti. Fu soppresso nel 1804 sotto Napoleone, e i monaci furono trasferiti a Milano.
La chiesa di San Bartolomeo era stata ricostruita nel 1575 dagli olivetani; era di vaste proporzioni, a una sola navata con sei cappelle laterali. Dopo la soppressione la chiesa e il chiostro furono venduti a privati. Si trovava all'angolo tra via Menocchio e via Franck, e su quest'ultima strada si può ancora vedere un colonnato ad archi, restaurato, appartenente all'antico cenobio. Nel medioevo vi era l'usanza, di probabile origine longobarda e pagana, di portare i fanciulli alla chiesa di San Bartolomeo, nel giorno a lui dedicato (24 agosto), radendone il capo in una lunga e complessa cerimonia, per invocare su di loro la protezione del santo.